# Tayassu pecari
Tayassu pecari, llamado comúnmente pecarí barbiblanco, o coyámel (nahuatlismo de coyametl), es una especie de mamífero artiodáctilo de la familia Tayassuidae.

## Descripción
Se caracteriza por una mancha clara, en forma de barba, en la base de la boca o en torno a los labios. Tiene una altura promedio, en la cruz, de 55 cm, y una longitud de 90 a 139 cm. El adulto pesa entre 25 y 40 kg.

## Comportamiento
Es un animal diurno y vive en inmensas manadas, de 50 a 300 individuos. En ciertas épocas del año, en algunas zonas, las manadas grandes se dividen en grupos más pequeños de acuerdo con la distribución y abundancia de los alimentos o la presencia de depredadores.
Hay evidencia de intercambios de individuos entre manadas vecinas y de apareamientos entre macho y hembra de diferente manada. La gestación dura aproximadamente 250 días, después de los cuales nacen una o dos crías.
Es omnívoro y, aunque prefiere consumir frutos, también se alimenta de raíces, tubérculos, nueces, hierba e invertebrados.

## Distribución y hábitat
Se distribuye desde el extremo sur de México hasta el norte de Argentina.  En Centroamérica se encuentra sobre todo en Nicaragua, Honduras, Costa Rica, El Salvador, probablemente en Panamá. Se ha extinguido del Caribe colombiano, valles del Cauca y Magdalena y norte de Venezuela. En América del Sur se distribuye al este de la cordillera andina hasta el norte de Argentina. Vive desde el nivel del mar hasta más de 1900 m de altitud. De todas las especies de pecaríes, ésta es la que más prefiere la fronda cerrada y los ámbitos perhúmedos: alrededor del 60 % vive en los bosques tropicales húmedos. Sin embargo, está adaptado a una gran diversidad de hábitats, que incluye praderas, bosques secos y hasta zonas xerófilas y manglares costeros.

## Subespecies

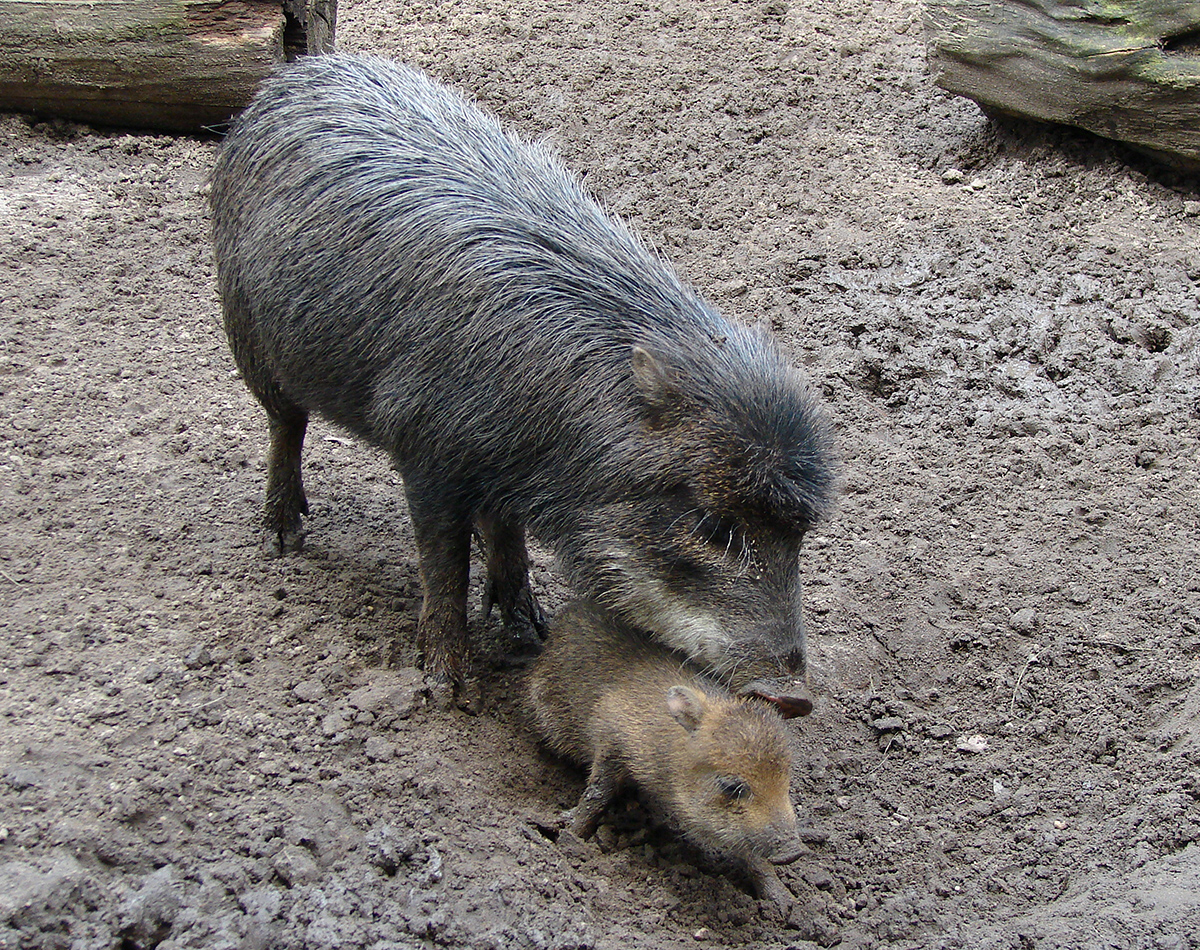
Pecarí con cría.

De acuerdo con estudios morfológicos se han registrado 5 subespecies:
- T. p. pecari Link, 1795 - Colombia (oriente), Venezuela, las Guayanas y Brasil (al norte del río Amazonas).
- T. p. aequatore Lönnberg, 1921 - Colombia (suroeste) y Ecuador.
- T. p. albirostre Illiger, 1815 - Brasil (al sur del Amazonas), Perú, Bolivia, Paraguay y norte de Argentina.
- T. p. spiradens Goldman, 1912 - dese el norte de Colombia hasta Costa Rica.
- T. p. ringens Merriam, 1901 - desde Nicaragua hasta el sur de México.

## Amenazas
Al igual que el pecarí de collar (Pecari tajacu), sufre la depredación del jaguar (Panthera onca) y, con menor frecuencia, del puma (Puma concolor). Tayassu pecari es objeto de la cacería humana, tanto por su carne como por su piel, que es objeto del comercio internacional de cueros.

## Nombres vernáculos
Otros nombres que recibe son: pecarí labiado, cuche de monte, huangana, manao, cafuche, chacure, tañí katí, senso, chancho tropero, tatabra, cochino de monte o saíno.[cita requerida]